# 滚石移动
滚石移动（Rock Mobile）是一家在华语地区提供数字音乐服务的公司，成立於2002年8月1日。
滚石移动与滚石唱片保持着良好的联系，其前身為滚石唱片旗下的滚石网络科技娱乐通信事业部，在台湾提供音乐加值服务。2003年，滚石移动挺进中国大陆市场，开始与中国移动、中国联通、中国电信等电信运营商开展增值服务合作。
滚石移动由多家著名的风险投资商共同注资，包括：滚石唱片、宏碁技术投资、西门子移动投资、华登国际投资、联想投资等。
滚石移动目前拥有员工约350名。整个滚石移动（开曼）集团〔Rock Mobile (Cayman) Group〕包括：广州滚石移动网络有限公司、北京三进宇通通信设备有限公司、广州诠星网络科技有限公司、北京美妙悦听文化艺术传媒有限责任公司。

## 數位發行
| 張三李四 | 曹雅雯 |

| 林采欣 |

## 外部参考
- 滾石移動官方網站 （页面存档备份，存于）
- 滾石移動Qport數位音樂發行 （页面存档备份，存于）